# Snapfish
Snapfish（スナップフィッシュ）は日本ヒューレット・パッカードのウェブベース写真共有・印刷サービスである。

## 歩み
Snapfishは2000年4月にRajil Kapoor（ラジ・カプール）、Suneet Wadhwa、Shripati Acharya、Bala Parthasarathy（バラ・パーパサラシー）の実業家4人によって起業された。本拠地はアメリカ合衆国カルフォルニア州サンフランシスコ。2005年に米Hewlett-Packard社が買収した。
2013年6月10日(月)15時をもって日本国内におけるサービスを終了。

## サービスの特徴
Snapfishは会員登録無料で容量無制限のデジタル写真保存サービスを提供している。Snapfishアカウント所有者は、写真及び画像をネット上のウェブアルバムにアップロードして写真グループなどで共有したり、写真を用いた「フォトギフト」や「フォトプロダクツ」を作製できる。ただし、アカウントや写真の保存を持続するためには一年に一回以上プリントを含む有料サービスを利用することが必要である。
また、Snapfishでは、あらゆるフォーマットやデザインの写真のプリントサービスを提供しており、さらに写真製品をお客様に郵送するサービスも行っている。

## 画像の共有
ユーザーはウェブ上の写真アルバム、個別画像、作成したフォトブックやカレンダーなどのSnapfish商品を、メール・URLリンクで共有することができる。
アルバムを共有するには、アルバム所有者が共有する相手に紹介メールを送る。ただし、紹介メール受信者がSnapfishにあるアルバムを見るにはSnapfishアカウントを作成しなければならない。

## オリジナルフォトギフト
Snapfishの利用者は、Snapfishが提供するデザインテンプレートを利用し、写真やテキストを入れたプリントや写真アルバム（フォトブック）やマグカップ等のオリジナル商品を自由に作成できる。Snapfishはそれらの（デジタル写真の印刷やフォトグッズの）オリジナル商品を受注することにより収益を得ている。
Snapfishジャパンでは、注文した商品を首都圏のビックカメラで受け取ることができる。